# Meliboeus haefligeri
Meliboeus haefligeri es una especie de escarabajo del género Meliboeus, familia Buprestidae. Fue descrita científicamente por Kerremans en 1907.